# 川淵三郎
川淵 三郎（かわぶち さぶろう、1936年12月3日 - ）は、日本の元サッカー選手、元日本代表監督。大阪府泉北郡高石町（現在の高石市）出身。2020年東京オリンピック選手村村長。
Jリーグ初代チェアマンを経て、第10代日本サッカー協会 (JFA) 会長を務めた。早稲田大学第二商学部商学科卒業。
会長退任後は日本サッカー協会の名誉職を歴任しており、名誉会長を経て、2012年6月より最高顧問、2020年6月15日時点では相談役である。日本トップリーグ連携機構代表理事会長。2020年東京オリンピック・パラリンピック競技大会組織委員会評議員会議長。日本バスケットボール協会エグゼクティブアドバイザー。ジャパンサイクルリーグ名誉顧問。一般社団法人Mリーグ機構最高顧問。元公立大学法人首都大学東京理事長。実業界では、古河グループの古河産業の取締役を務めた。
公式な愛称は「キャプテン」、渾名は「サブ」。家族は妻と2女の4人家族。

## 経歴

### 現役選手時代まで

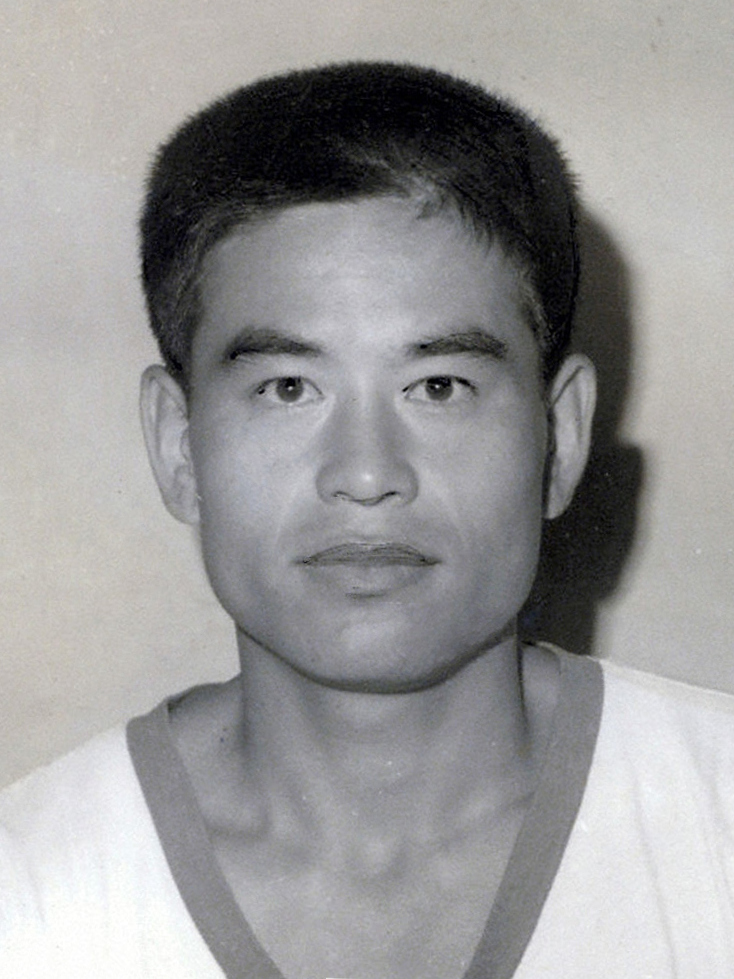
1964年撮影

1936年12月3日 父・川淵眞一、母・淑子の三男として出生。
1943年 大阪府高石町立高石国民学校（終戦に伴い高石小学校に改組）入学。1949年 大阪府高石町立高石中学校入学、野球部に所属。1952年 大阪府立三国丘高等学校入学、同年7月同校サッカー部に入部。1955年同校卒業
1957年 2浪の後早稲田大学第二商学部商学科に進学。早稲田大学ア式蹴球部でプレー。関東大学リーグ優勝。
- 1958年 日本代表に初選出。関東大学リーグ優勝。
- 1959年 ローマ五輪アジア予選出場。
- 1960年 第7回チリＷ杯アジア予選出場。関東大学リーグ優勝。
- 1961年 3月、早稲田大学第二商学部商学科卒業後、古河電気工業入社。4月、横浜電線製作所勤務。同社サッカー部でプレー。
- 1962年 インドネシア・ジャカルタで開催された第4回アジア競技大会に出場。12月、結婚。
- 1964年 日本代表として東京オリンピック出場、対アルゼンチン戦でゴールを挙げた。

### 引退後
- 1970年 現役引退（日本代表通算68試合、18得点）。古河電気工業サッカー部コーチ就任。
- 1972年 古河電気工業サッカー部監督就任（1975年退任）。
- 1976年 日本サッカーリーグ常任運営委員就任（1979年退任）。10月、伸銅事業部第1販売部課長。
- 1980年6月、LA五輪強化部長に就任。8月、系列会社「谷商株式会社」の常務取締役に出向。11月、日本代表監督代行就任。
- 1981年 日本代表監督退任。
- 1982年6月、古河電気工業・名古屋支店金属営業部長。
- 1984年4月、日本サッカー協会強化部長退任。
- 1988年6月、古河産業へ出向、取締役伸銅品部長。8月、JSL総務主事就任。10月、日本サッカー協会理事就任。
- 1989年6月2日、JFA・プロリーグ委員会委員長就任。
- 1990年8月、プロリーグ検討委員会委員長就任。
- 1991年3月、強化委員長、プロリーグ設立準備室長就任。11月、社団法人日本プロサッカーリーグ（Jリーグ）設立、初代チェアマン就任。11月、30年勤続した古河電気工業退社。
- 1993年5月、Jリーグ開幕、国立競技場にて開幕宣言。
- 1994年5月、日本サッカー協会副会長就任。6月、W杯日本招致委員会実行副委員就任。10月、強化委員長退任。
- 1996年7月、2002年W杯開催準備委員会実行副委員長就任。
- 1997年12月、2002年FIFAW杯日本組織委員会理事就任。
- 2002年7月、Jリーグチェアマン退任。後、日本サッカー協会会長（キャプテン）に就任。
- 2008年6月、3期6年務めた日本サッカー協会会長を退任、名誉会長に就任。
- 2010年9月、日本サッカーミュージアム館長に就任。任期は2年。
- 2011年5月、日本将棋連盟非常勤理事に就任。
- 2011年6月、東京都教育委員に就任。(2012年11月22日退任)
- 2012年3月、心の東京革命推進協議会会長に就任[8]。
- 2012年4月、JFAアカデミー堺スクールマスターに就任。
- 2012年6月、日本サッカー協会名誉会長を退任し、同最高顧問に就任。
- 2012年11月、東京都教育委員を退任し、東京都知事選に出馬する猪瀬直樹選挙事務所の選対本部長に就任[9]。
- 2013年3月、公立大学法人首都大学東京理事長の就任が決まる。任期は、4月1日から4年間[10]。
- 2015年1月、国際バスケットボール連盟主導で設立された日本バスケットボール協会改革のためのタスクフォース「JAPAN 2024 TASKFORCE」のチェアマンに就任[11]。
- 2015年4月、一般社団法人ジャパン・プロフェッショナル・バスケットボールリーグ理事長に就任[12]。
- 2015年5月、日本バスケットボール協会会長に就任[13]。
- 2015年5月、日本トップリーグ連携機構会長に就任[14]。
- 2016年6月、日本バスケットボール協会会長を退任し、エグゼクティブアドバイザーに就任[5]。
- 2017年3月、公立大学法人首都大学東京理事長を任期満了で退任[15]。
- 2018年3月、日本サッカー協会最高顧問を退任し、同相談役に就任[16]。
- 2018年7月、競技麻雀プロリーグ「Mリーグ」を運営する一般社団法人Mリーグ機構最高顧問に就任。[17]
- 2019年3月、一般社団法人大学スポーツ協会顧問に就任[18]。
- 2019年12月、東京オリンピック・パラリンピック選手村村長に就任することが決まる[19]。
- 2022年3月、ジャパンサイクルリーグ名誉顧問に就任[6]。

## 人物
高石小学校時代に指導を受けた吉岡たすくの影響で小・中学生時代は演劇に打ち込み、放課後はNHK大阪放送局に通い放送劇に出演していた。その傍ら、元々運動神経が良かったため誘われる形で野球部にも所属し、高石小の初代生徒会長も務めた。
三国丘高校サッカー部は川淵の入学前年の1951年高校選手権で準優勝した強豪だったが、部員不足に悩まされていて、同級生からサッカー部に誘われた川淵は「汚れるし痛い」として継続する気は無く、退部を申し出るが部員に引き止められたことに加え「サッカーなら、試合遠征で色んな場所に行ける」と口説かれて残留。大阪や明石の空襲で焼け跡が放置され闇市が勢力を伸ばす終戦直後の混乱期に四国などへサッカー遠征、漫遊し羽を伸ばす。
早稲田大学ア式蹴球部に所属し、日本代表として東南アジア方面に同行。当時イギリス領だった香港のクリケットのカントリークラブにある緑の芝生に驚き、さらにドイツ・デュースブルクスポーツシューレの環境を目の当たりにし彼我の差に愕然となる。日本サッカー協会が西ドイツサッカー協会にコーチの派遣を要請、デットマール・クラマーがコーチに就き、基本からの単調な反復練習に不満を感じるものの指導通りに出来ないことを自覚し焦る。
1970年代半ば、古河電気工業サッカー部の監督を退任した川淵は社業に専念する。伸銅事業部の販売課長に就任。伸銅品の納入先はトヨタ自動車や松下電器等の大企業。しかし間に指定問屋が介在する世界で、問屋の社長や番頭は手練手管に長けた叩き上げタイプの商売人が多く、伸銅品の販売は古河電工の営業畑で最も泥臭く人間臭い分野だった。その一筋縄ではいかない問屋を相手に、銅の国際相場を睨みながら、かつライバル企業に競り負けぬように受注製造量や納期を交渉しなければならない。川淵は課長でありながら即断即決で契約をまとめた。担当役員や部長には叱責されたが、「社に持ち帰って相談していたら、注文を他社に奪われてしまう」と真っ向から反論。一方、海千山千の問屋の社長たちにも、一歩も退かない体当たり、自己決定・実行型の交渉で、次第に信頼を得た。どんな相手にもおもねず、臆せずに懐に飛び込み直言する言動。のちにチェアマンとして世間に認識された川淵の姿は、当時と少しも変わらないと言えそうだ。
1988年、森健兒から日本サッカーリーグ (JSL) 総務主事の後任を頼まれ引き受けるが、森は「川淵さんはおそらく古河電工の役員として東京に戻れると思っていたんでしょう。ところが東京に戻ることになったものの、本体の古河電工ではなく系列の古河産業に出向だったんです。もしこれが本体の役員だったら彼はそっちに行ってサッカーに関わっていなかったと思いますよ。権力志向の強い人だから。これからどうなるかわからないサッカーより彼はそっちを選んだでしょう」と話している。『「ダイヤモンド・サッカー」の時代』のインタビューでも、川淵はほぼ同内容の話をしている。「サラリーマンとして先が見えた以上、このままでは生きていく上で夢がない。では自分の目指すことのできる夢って何だろうと考えたときに、それはサッカーしかないと思ったんです。それで総務主事の話を引き受けることにした」。
JSL総務主事になった川淵は、水面下ではプロ化の動きがあったもののサッカーに対して投げやりで、当時の場末感漂うJSLを見て幻滅しており、内心プロ化には消極的な立場であった。何をやろうにも予算が無く、自らサンドイッチマンとなり広報活動したり、関東圏にあるサッカースクールやクラブ、学校の指導者宛に手紙による招待作戦や、サッカー好きでお笑いタレントの明石家さんまに頼み込んで集客ポスター を作ったりしていた。
1993年のJリーグ開幕セレモニーでは「スポーツを愛する多くの皆様に支えられまして、Jリーグは今日、ここに大きな夢の実現に向かってその第一歩を踏み出します。1993年5月15日、Jリーグの開会を宣言します。Jリーグチェアマン　川淵三郎」と纏め、国立競技場に集まった大観衆の中で宣言した。
JFA会長は、それまで無給だったが、川淵の代から有給となった（推定3000万円）。
カザフスタンとドローに終わった加茂周監督の解任を発端とする一連の騒動の最中に、ジェフユナイテッド市原の親会社であるJR東日本のトップが「何かあったら、Jリーグやめちゃう」と発言、「やめてみろ」とやり返すも、ジェフのスタッフが「川淵さんのあの発言はよろしくない」と諌められ、内部からこのような動きが出たことについて協会会長の長沼健と共に心身を疲弊させていた。この騒動の中、川淵の自宅には嫌がらせや中傷の電話が続き、妻が精神的に参っていた上に、自身も予選の重圧と胆嚢摘出手術で体は悲鳴をあげ、マレーシアに同行出来なかった川淵は自宅でTV観戦。岡野雅行のVゴールでサッカー日本代表W杯初出場、家族4人抱き合って喜んだ。
Jリーグのシーズンオフに放送されたテレビの特別番組において、俗に「珍プレー」と呼ばれるような選手や審判のミス等を集め、珍奇に編集し視聴者の笑いを誘う企画内容があり、この放送を見た川淵は「一生懸命プレーする選手達を笑いものにするとはけしからん!」と激怒して、この件以後そのようなコンセプトの番組へは映像使用を許可しない方針を取った。
本人によれば、1998年のフランスW杯の直後に長沼から一度協会会長に就任する打診を受けている。しかし当時はまだJリーグの問題が山積しており後に引き継げる状態ではなかったため、この時は打診を断らざるを得なかったという。
1998年に横浜フリューゲルスが横浜マリノスに吸収（事実上の消滅）された際それを阻止できなかったことを悔やみ、一層の「身の丈経営」や「地域密着」を強化するしていく。その矢先の2000年にヴァンフォーレ甲府経営危機問題が発生すると、川淵は直接山梨県へ出向き主要株主を精力的に回り支援を求めた。
2004年に起こったプロ野球再編問題の際に、Jリーグ会長の立場として当時プロ野球・コミッショナーの立場にいた根來泰周を批判した。特に野村克也とは週刊誌などの公の舞台でも幾度に渡り対談し、私的にも両者のパーティー、懇親会等に出席し合うなど親交があることが知られている。
ワンマンとも取れるその言動で「独裁者」と渾名される。韓国とワールドカップの共催が決まった会見では「私の顔を見ていただければわかる」と憮然な態度だった。2006年ドイツワールドカップ、対ブラジル戦での惨敗に動揺、落胆し、直後の記者会見で迂闊に次期代表監督の名を述べた。また高円宮憲仁親王急逝、当時日本代表監督であったイビチャ・オシムが急病で倒れた時は目を赤くしていた。なでしこJAPANの名称の生みの親としても有名であり、アテネオリンピックの際の女子サッカーの宣伝には若手アイドルタレントを多数広告塔に起用するなど話題を集めていた。
大阪府堺市の名誉大使である。2012年9月26日に委嘱を受けた。また、2013年9月29日投開票の堺市長選挙では、大阪府立三国丘高等学校の同窓生である現職（当時）の竹山修身候補の応援演説を行った。
プロ野球では大の阪神ファンであり、吉田義男と親しくなってからは、吉田から1990年代前半当時のフランスサッカー連盟の重鎮を紹介されたことで、フランスとのパイプ作りに成功した。

## バスケットボール界との関わり
2015年1月、国際バスケットボール連盟 (FIBA) のタスクフォース・『JAPAN 2024 TASKFORCE』の共同チェアマンに就任。当時、機能不全に陥り、FIBAから資格停止処分を受け、代表チームが国際大会に出場できない事態となっていた日本バスケットボール協会 (JBA) の組織改革と、2005年以来約10年分裂していた2つの国内男子バスケトップリーグの統合（Bリーグ発足）など諸問題の解決に尽力した。問題解決に当たっては、JBA執行部や男子両リーグ関係者など問題の当事者に迅速な問題解決を促すため、タスクフォース会議の全面公開、全国のバスケットクラブ本拠地の自治体首長の訪問や、間近に迫っていたリオ五輪予選に出場できない可能性があった女子バスケットボール関係者等と直接ヒアリングを行う等、積極的なマスコミ露出を行い世論の支持を得た。
こうしてタスクフォースチェアマン就任から2か月余り後の4月にJPBL（Bリーグ）運営法人を設立し、初代Bリーグチェアマンに就任。5月からはJBA会長も兼任して資格停止処分解除を実現させた後、Bリーグチェアマンは同年9月に大河正明、JBA会長は2016年9月に三屋裕子にそれぞれ引き継いだ。以降はJBAエグゼクティブアドバイザーとしてバスケット界に関わり、Bリーグ開幕を見届けた。Bリーグ初年度シーズン後、バスケット界を新たなステージへと引きあげる原動力となったことを理由にBリーグアワードショーで「BREAK THE BORDER賞」の初代受賞者に選出された。プレゼンターは、テレビ番組でBリーグ発足の取材をしていたことが縁でBリーグ匿名広報部長に任命されていたサッカー元日本代表選手の前園真聖が務めた。川淵は「うれしいような、うれしくないような……。まあうれしい（笑）」と述べた。
また、制裁解除により五輪予選に出場可能となった女子日本代表は2016年リオデジャネイロオリンピックの出場権獲得に成功。2021年の東京オリンピックで女子が初の銀メダルを獲得した際、選手から直接報告を受けた川淵は涙を流して喜んだ。

## 川淵キャプテン
日本サッカー協会会長に就任した後も「親しみやすい存在、開かれたサッカー協会を目指したい」という川淵の意向と、自身の談話で「協会の“会長”という肩書きは重く感じるから」「選手と対面した際、（肩書きが会長だと）選手が固くなってしまうから」という理由から川淵が“会長”に代わる愛称をマスコミに向けて募集、「キャプテン」の呼称が採用される。採用理由として「舵取り役といったイメージで選んだ」と述べる。 以降、殆どの媒体や公式な行事、文書で「キャプテン」と表記、呼称するようになった。なお、NHKでは「キャプテン」を使用せず、会長在任中一貫して「川淵会長」と表記していた。
後、2008年7月に川淵は会長（キャプテン）を退任して名誉会長となったが、後任の犬飼基昭は「キャプテン」の肩書を引き継がず「会長」の肩書を使用している。この点について川淵は「キャプテンの呼び方はオレ1代限りだよ」と語っている。

## 組織運営
川淵の運営手腕は独裁的であるとの批判が週刊誌などでなされることがある。内容としては、代表監督や協会幹部の人事に関する問題などがある。木之本興三は、『週刊ポスト』2007年9月14日号誌上に「独裁者川淵に片足切断の元(Jリーグ)専務理事が怒りの引退勧告」のタイトルで川淵を批判する文章を寄せた。協会の運営が川淵の独断であること、代表監督選考が独裁的であること、自分以外の功労者の切捨てがあること、などを主張している。また「渡邉vs川淵」の構図がマスコミによって作られ扇動、「ポスト独裁者」として担ぎ上げられた面も多々ある。
「プロサッカーリーグ設立」に対し当時サッカーに関わる人間や企業など、環境面においてプロリーグ設立の準備が整っていたとは言い難く、急激な変化に足並みが揃わなかった面も見られる。JFAにもそれは当て嵌まり、結果として発足間も無いJリーグの運営は暗中模索となり、協会を統括するチェアマン権限が「独裁的」となるのも当然の帰結でもあり、現在でも孕んでいる問題である。

### 合併・吸収
川淵のチェアマン在籍時における最大の汚点として、横浜フリューゲルス（以下、横浜F）と横浜マリノスの合併（事実上の消滅）が挙げられる。バブルの残滓も無くなりJリーグの人気も下降、未曾有の不景気の中、赤字を出し続けるスポーツクラブは母体会社にとってコスト面において重荷となり、整理対象となる可能性は高かった。その中横浜Fの問題は水面下では既に決まっていた事案で、表面化した時には手遅れの状態だった。横浜Fサポーターには正に寝耳に水で、やり場の無い憤りを抱えたサポーターたちは、川淵チェアマンと直談判という異例の行動に出る。
通常ならば経営破綻や累積赤字を続けるクラブにはトップリーグから下部リーグに降格させる罰則を科され、運営体制を再編成した資料を協会に提出するのが常道である。突然トップリーグのクラブチームが消滅するというのは殆ど例が無い。この騒動は横浜マリノスにフリューゲルスのFを入れた「横浜F・マリノス」と名称変更し、全日空から年間数億円の資金をマリノスに拠出する事で事態は収拾する。実際のところ、横浜マリノスの親会社である日産自動車も当時経営難に陥っており、この合併には「運営資金を1チームに集約することで共倒れを防ぐ」側面もあった。
川淵にとってもこの合併劇は「チェアマン在籍時、最大の危機だった」と回想しており、チェアマン権限を無理に行使して存続させると日産・全日空両社の社長の顔を潰すことになり、また人気低迷当時、横浜Fを発端にしたクラブの連鎖消滅という最悪のシナリオの可能性もあった。川淵は「どうして存続できなかったのか」「両社の社長に会っていればもしかしたら」と訊ねられると未だに落ち込むという。

### バランスシート
川淵はJリーグチェアマン在任中に「クラブごとの収支を公表する」と各クラブの社長と約束していた。ただ約束を取り付けるまではクラブチームは出資企業からの援助額が世間に晒される上「自由に商売させない上に、懐具合まで探るのか」と猛反発を喰らうが、上述の横浜Fの合併が発端で諮問委員会が作られ「5年後には全ての数字をオープンにする」と全実行委員に了承させることになる。最終的に2005年からJリーグのチーム別経営情報の公開が行われている。

### ジーコ監督
2002年にフィリップ・トルシエが退任した後のサッカー日本代表監督選考でブルーノ・メツ、アーセン・ベンゲルなどの候補が挙げられていた（ただし、両監督ともクラブとの契約があり、実現性は低かった）が、候補の中にジーコの名前は無かった。川淵は2002年W杯におけるジーコの論旨に刮目していて「ジーコはどうだろう？　一度連絡してみよう」と提案しアポイントしたところジーコ本人も乗り気でそのまま代表監督に就任する。ただ、この鶴の一言により理事達が阿諛追従したのか、川淵がごり押ししたのかは不明ではあるものの、2006年W杯での逆転負けGL敗退の結果も含め、批判の俎上に挙げられる。尚、単一の監督でサッカー日本代表を4年間に渡って指揮し、アジア予選を自力突破したのは日本サッカー史においてジーコが初となっている。

### オシム騒動
1次リーグ敗退という結果でワールドカップドイツ大会から選手達が帰国した2006年6月24日の記者会見上において、川淵はジェフユナイテッド市原・千葉監督（当時）イビチャ・オシムがジーコ日本代表監督の後任候補の一人として交渉中であることをマスコミの集まる中で示唆する発言を行った。尚、この記者会見の裏で田嶋幸三（当時・技術委員長）から「世紀の失言」と釘を刺される。このことにジェフ側は交渉の事実を否定したが、翌日になってジェフ社長淀川隆博が交渉の事実を認めた。なし崩し的に監督を横取りされたような形となった一部ジェフサポーターがTVインタビューにて不満を見せ、また大きな物議を醸す。結果、マスコミの関心は「ジーコ・川淵体制の総括」よりもオシム新体制へと集まり、サッカー専門誌などでは協会に対して事の経緯と顛末に苦言を呈する記事が載った。

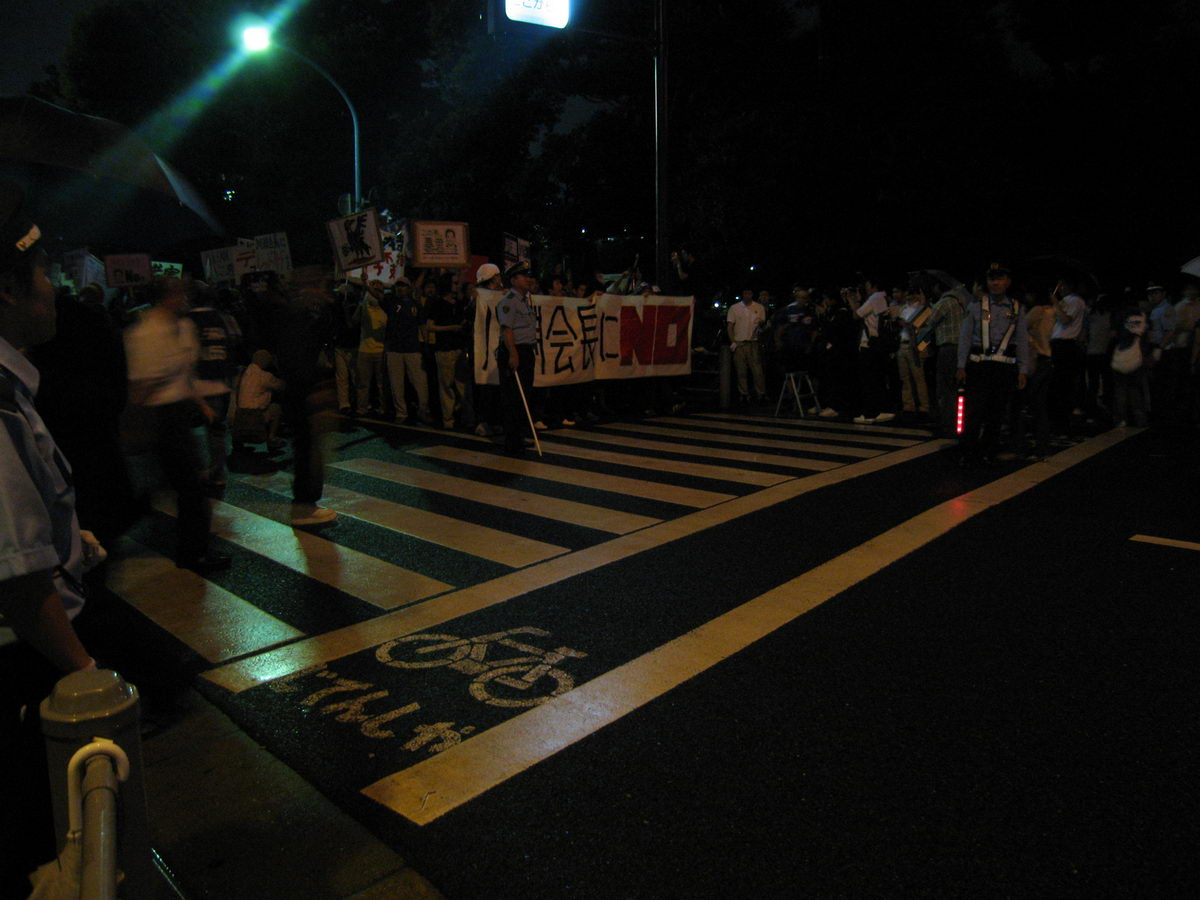
川淵の会長解任を求めるデモの様子。 2006年8月9日

### 解任デモ
FIFAワールドカップ・ドイツ大会の本大会後から主にインターネット上で川淵会長の解任を求める声が活発になり、2006年8月9日に国立競技場で開催された国際親善試合トリニダード・トバゴ戦の試合前後にはとうとう400-500人前後の人々が川淵会長の解任を求めるデモ行進にまで発展した。

## 語録
- 「Jリーグに巨人は要らない」
- 「時期尚早と言う人間は100年たっても時期尚早と言う。前例がないと言う人間は200年たっても前例がないと言う」
- 「できないことにチャレンジして、できるようにする。それを仕事という」[41]

## 個人成績
| 国内大会個人成績 | 国内大会個人成績 | 国内大会個人成績 | 国内大会個人成績 | 国内大会個人成績 | 国内大会個人成績 | 国内大会個人成績  | 国内大会個人成績  | 国内大会個人成績 | 国内大会個人成績 | 国内大会個人成績 | 国内大会個人成績 |
| 年度             | クラブ           | 背番号           | リーグ           | リーグ戦         | リーグ戦         | リーグ杯          | リーグ杯          | オープン杯       | オープン杯       | 期間通算         | 期間通算         |
| 年度             | クラブ           | 背番号           | リーグ           | 出場             | 得点             | 出場              | 得点              | 出場             | 得点             | 出場             | 得点             |
| 日本             | 日本             | 日本             | 日本             | リーグ戦         | リーグ戦         | JSL杯             | JSL杯             | 天皇杯           | 天皇杯           | 期間通算         | 期間通算         |
| ---------------- | ---------------- | ---------------- | ---------------- | ---------------- | ---------------- | ----------------- | ----------------- | ---------------- | ---------------- | ---------------- | ---------------- |
| 1965             | 古河             |                  | JSL              | 14               | 3                | -                 | -                 |                  |                  |                  |                  |
| 1966             | 古河             |                  | JSL              | 14               | 4                | -                 | -                 |                  |                  |                  |                  |
| 1967             | 古河             |                  | JSL              | 14               | 1                | -                 | -                 | -                | -                | 14               | 1                |
| 1968             | 古河             |                  | JSL              | 14               | 1                | -                 | -                 | -                | -                | 14               | 1                |
| 1969             | 古河             |                  | JSL              | 12               | 1                | -                 | -                 |                  | 1                |                  |                  |
| 1970             | 古河             |                  | JSL              | 0                | 0                | -                 | -                 |                  |                  |                  |                  |
| 通算             | 日本             | 日本             | JSL              | 68               | 10               | -\|\|\|\|\|\|\|\| | -\|\|\|\|\|\|\|\| |                  |                  |                  |                  |
| 総通算           | 総通算           | 総通算           | 総通算           | 68               | 10               | -\|\|\|\|\|\|\|\| | -\|\|\|\|\|\|\|\| |                  |                  |                  |                  |

日本サッカーリーグ開幕後のみ。

## 代表歴

### 試合数
国際Aマッチ 26試合 8得点（1958-1965）
| 日本代表 | 国際Aマッチ | 国際Aマッチ |
| 年       | 出場        | 得点        |
| -------- | ----------- | ----------- |
| 1958     | 2           | 2           |
| 1959     | 9           | 3           |
| 1960     | 1           | 0           |
| 1961     | 6           | 1           |
| 1962     | 6           | 2           |
| 1963     | 0           | 0           |
| 1964     | 0           | 0           |
| 1965     | 2           | 0           |
| 通算     | 26          | 8           |

### 出場
| No. | 開催日         | 開催都市         | スタジアム                 | 対戦相手       | 結果       | 監督                             | 大会               |
| --- | -------------- | ---------------- | -------------------------- | -------------- | ---------- | -------------------------------- | ------------------ |
| 1.  | 1958年12月25日 | 香港             |                            | 香港           | ●2-5       | 竹腰重丸                         | 国際親善試合       |
| 2.  | 1958年12月28日 | クアラルンプール |                            | マラヤ         | ●2-6       | 竹腰重丸                         | 国際親善試合       |
| 3.  | 1959年01月04日 | ペナン           |                            | マラヤ         | ○3-1       | 竹腰重丸                         | 国際親善試合       |
| 4.  | 1959年01月10日 | シンガポール     |                            | シンガポール   | ○4-3       | 竹腰重丸                         | 国際親善試合       |
| 5.  | 1959年01月11日 | シンガポール     |                            | シンガポール   | ●2-3       | 竹腰重丸                         | 国際親善試合       |
| 6.  | 1959年08月31日 | クアラルンプール |                            | 香港           | △1-1(延長) | 竹腰重丸                         | ムルデカ大会       |
| 7.  | 1959年09月02日 | クアラルンプール |                            | 香港           | ●2-4       | 竹腰重丸                         | ムルデカ大会       |
| 8.  | 1959年09月03日 | クアラルンプール |                            | シンガポール   | ○4-1       | 竹腰重丸                         | ムルデカ大会       |
| 9.  | 1959年09月05日 | クアラルンプール |                            | 韓国           | △0-0       | 竹腰重丸                         | ムルデカ大会       |
| 10. | 1959年09月06日 | クアラルンプール |                            | 韓国           | ●1-3       | 竹腰重丸                         | ムルデカ大会       |
| 11. | 1959年12月20日 | 東京都           | 後楽園競輪場               | 韓国           | ○1-0       | 竹腰重丸                         | オリンピック予選   |
| 12. | 1960年11月06日 | ソウル           |                            | 韓国           | ●1-2       | デットマール・クラマー（コーチ） | ワールドカップ予選 |
| 13. | 1961年05月28日 | 東京都           | 国立霞ヶ丘競技場陸上競技場 | マラヤ         | ○3-2       | 高橋英辰                         | 国際親善試合       |
| 14. | 1961年08月02日 | クアラルンプール |                            | マラヤ         | ●2-3       | 高橋英辰                         | ムルデカ大会       |
| 15. | 1961年08月06日 | クアラルンプール |                            | インド         | ○3-1       | 高橋英辰                         | ムルデカ大会       |
| 16. | 1961年08月10日 | クアラルンプール |                            | 南ベトナム     | ●2-3       | 高橋英辰                         | ムルデカ大会       |
| 17. | 1961年08月15日 | シンガポール     |                            | インドネシア   | ●0-2       | 高橋英辰                         | 国際親善試合       |
| 18. | 1961年11月28日 | 東京都           | 国立霞ヶ丘競技場陸上競技場 | ユーゴスラビア | ●0-1       | 高橋英辰                         | 国際親善試合       |
| 19. | 1962年08月25日 | インドネシア     |                            | タイ           | ○3-1       | 高橋英辰                         | アジア大会         |
| 20. | 1962年08月29日 | インドネシア     |                            | インド         | ●0-2       | 高橋英辰                         | アジア大会         |
| 21. | 1962年08月30日 | インドネシア     |                            | 韓国           | ●0-1       | 高橋英辰                         | アジア大会         |
| 22. | 1962年09月08日 | クアラルンプール |                            | マラヤ         | △2-2       | 高橋英辰                         | ムルデカ大会       |
| 23. | 1962年09月12日 | クアラルンプール |                            | パキスタン     | △1-1       | 高橋英辰                         | ムルデカ大会       |
| 24. | 1962年09月15日 | クアラルンプール |                            | ビルマ         | ●1-3       | 高橋英辰                         | ムルデカ大会       |
| 25. | 1965年03月14日 | 香港             |                            | 香港           | ○2-1       | 長沼健                           | 国際親善試合       |
| 26. | 1965年03月22日 | ラングーン       |                            | ビルマ         | △1-1       | 長沼健                           | 国際親善試合       |

### 得点数
| # | 年月日         | 開催地                       | 対戦国       | スコア | 結果 | 試合概要     |
| - | -------------- | ---------------------------- | ------------ | ------ | ---- | ------------ |
| 1 | 1958年12月25日 | 香港                         | 香港         | 2-5    | 敗戦 | 親善試合     |
| 2 | 1958年12月25日 | 香港                         | 香港         | 2-5    | 敗戦 | 親善試合     |
| 3 | 1959年1月4日   | マラヤ連邦、ペナン           | マラヤ連邦   | 3-1    | 勝利 | 親善試合     |
| 4 | 1959年1月10日  | シンガポール                 | シンガポール | 4-3    | 勝利 | 親善試合     |
| 5 | 1959年1月11日  | シンガポール                 | シンガポール | 2-3    | 敗戦 | 親善試合     |
| 6 | 1961年5月28日  | 日本、東京                   | マラヤ連邦   | 3-2    | 勝利 | 親善試合     |
| 7 | 1962年9月8日   | マラヤ連邦、クアラルンプール | マラヤ連邦   | 2-2    | 引分 | ムルデカ大会 |
| 8 | 1962年9月15日  | マラヤ連邦、クアラルンプール | ビルマ       | 1-3    | 敗戦 | ムルデカ大会 |

このほか、国際Cマッチの対ロコモティフ・モスクワ戦（1960年12月11日、国立霞ヶ丘競技場陸上競技場）で挙げた得点が、日本代表の同競技場初ゴールとなっている。

## 監督成績
| 年度 | 所属 | クラブ | リーグ戦 | リーグ戦 | リーグ戦 | リーグ戦 | リーグ戦 | リーグ戦 | カップ戦 | カップ戦 |
| 年度 | 所属 | クラブ | 順位     | 試合     | 勝点     | 勝利     | 引分     | 敗戦     | JSL杯    | 天皇杯   |
| ---- | ---- | ------ | -------- | -------- | -------- | -------- | -------- | -------- | -------- | -------- |
| 1973 | JSL  | 古河   | 5位      | 18       | 21       | 9        | 3        | 6        | 予選敗退 | 準々決勝 |
| 1974 | JSL  | 古河   | 4位      | 18       | 19       | 7        | 5        | 6        | -        | 1回戦    |
| 1975 | JSL  | 古河   | 6位      | 18       | 17       | 6        | 5        | 7        | -        | 準々決勝 |

## 賞
- 1967年 JSLアシスト王シルバーボール賞
- 1993年 第4回東洋経済賞
- 1994年 第19回経済界大賞特別賞、日本スポーツ賞、日本プロスポーツ振興賞、文部省スポーツ功労賞、朝日スポーツ賞、第36回経営者賞、第6回日本フェアプレー賞
- 2003年 日本PR大賞パーソン・オブ・ザ・イヤー
- 2005年 AFCアワード第1回ダイヤモンド・オブ・アジア賞
- 2006年 FIFA功労賞[45]
- 2008年 名誉都民、日本サッカー殿堂、日本芝生文化大賞[46]
- 2009年 旭日重光章[47]
- 2015年 文化功労者[48]
- 2016年 オリンピック功労賞 (Olympic Order)[49]
- 2017年 BREAK THE BORDER賞
- 2019年 日本体育大学名誉博士称号[50]
- 2023年 文化勲章[51]

## 出演番組

### ラジオ
- キャプテン川淵の行こうぜ!オレたちのニッポン（ニッポン放送）
- ニッポン放送開局70周年記念「NEXT STAGEへの提言Ⅱ」 #25（2025年3月27日、ニッポン放送）[52]

### テレビ
- 第44回NHK紅白歌合戦（1993年12月31日、NHK総合・ラジオ第1） - 審査員
- すぽると!（フジテレビ）
- 知るを楽しむ・この人この世界「日本のサッカーが世界一になる日」（NHK教育）
- やべっちFC〜日本サッカー応援宣言〜（テレビ朝日系） - 番組に宛てた新年の挨拶が恒例になっている。
- 情熱大陸（毎日放送）

## 書籍、参考文献

### 著書
- 川淵三郎 著、日本放送協会 編、日本放送出版協会 編『この人この世界 2006年 4–5月 日本サッカーが世界一になる日』NHK出版〈NHK知るを楽しむ/月〉、2006年3月。ISBN 4-14-189143-6、ISBN 978-4-14-189143-7。
- 川淵三郎『川淵三郎 虹を掴む』講談社〈FOOTBALL NIPPON BOOKS〉、2006年5月。ISBN 4-06-212676-1、ISBN 978-4-06-212676-2。
- 川淵三郎『「51歳の左遷」からすべては始まった : 大逆転のリーダーシップ論』PHP研究所〈PHP新書〉、2009年6月。ISBN 978-4-569-70958-1。
- 川淵三郎『「J」の履歴書 - 日本サッカーとともに -』日本経済新聞出版社、2009年9月。ISBN 978-4-532-16711-0。
- 川淵三郎『采配力（） : 結果を出せるリーダーの条件』PHP研究所〈PHP新書〉、2010年10月。ISBN 978-4-569-77901-0。
- 川淵三郎『独裁力』幻冬舎〈幻冬舎新書〉、2016年9月。ISBN 978-4-344-98427-1。
- 川淵三郎『黙ってられるか』新潮社〈新潮新書〉、2018年8月。ISBN 978-4106107764。
- 川淵三郎『夢を力に キャプテンから未来のヒーローたちへ』春陽堂書店、2021年4月。ISBN 978-4394770022。
- 川淵三郎『キャプテン！「日本のスポーツ界を変えた男の全仕事」』ベースボール・マガジン社、2023年6月。ISBN 978-4583116198。

### 共著
- 川淵三郎; 濤川栄太『ミラクル・サッカー : 若人と国に奇跡を起こそう』財界通信社、2002年5月。ISBN 4-914991-06-3、ISBN 978-4-914991-06-7。

### 関連書籍
- 後藤健生『日本サッカー史 代表篇 : 日本代表の85年 : 1917-2002』双葉社〈サッカー批評叢書〉、2002年11月。ISBN 4-575-29489-6。
- 大島和人『B.LEAGUE(Bリーグ)誕生 日本スポーツビジネス秘史』日経BP、2021年1月。ISBN 978-4822289058。